# Cryptomys amatus
Espèce
Synonymes
- Cryptomys hottentotus (Lesson, 1826) (préféré par UICN)
- Cryptomys hottentotus (Roberts, 1913) subspecies mahali
- Cryptomys hottentotus Roberts, 1913 subspecies natalensis
- Cryptomys hottentotus (de Winton, 1896) subspecies nimrodi
- Cryptomys hottentotus (Roberts, 1913) subspecies pretoriae
- Cryptomys whytei Thomas, 1897

Statut de conservation UICN

 LC  : Préoccupation mineure
Cryptomys amatus est une espèce de mammifère rongeur de la famille des Bathyergidae, mais des auteurs la considèrent encore comme une simple sous-espèce de l'espèce Cryptomys hottentotus (Lesson, 1826) : Cryptomys hottentotus whytei. Ce rat-taupe vit dans des souterrains un peu partout dans le sud de l'Afrique. Il est localement appelé Petit Rat-taupe solitaire de même que la sous-espèce proche Cryptomys mechowi mellandi. 
L'espèce a été décrite pour la première fois en 1907 par Robert Charles Wroughton (1849-1921), un naturaliste britannique.